# Rue Jean d'Outremeuse
La rue Jean d'Outremeuse est une rue du quartier d'Outremeuse à Liège. 

## Situation et accès
Voies adjacentes
De la place Delcour vers la place du Congrès :
- rue de l'Ourthe,
- rue Roture,
- rue de Berghes,
- rue Puits-en-Sock,
- rue de la Liberté,
- rue Fosse-aux-Raines,
- rue de la Loi,
- Rue de l'Enseignement.

## Odonymie
Elle honore le nom d'un historien liégeois du XIVe siècle, Jean d'Outremeuse.

## Historique
Cette rue a été tracée vers 1880 dans le cadre de l'assainissement du quartier reliant les deux nouvelles places créées à la même époque, la place Delcour et la place du Congrès. Elle fait partie  d'une longue ligne droite d'Outremeuse (960 m) comprenant aussi la rue Théodore Schwann, la place du Congrès, la place Delcour, la rue Méan et la place Sylvain Dupuis.

## Bâtiments remarquables et lieux de mémoire
Plusieurs immeubles possèdent en façade des éléments de style Art nouveau aux nos 84, 86, 88, 90, 98, 99; 100 et 102. Ils ont été réalisés par l'architecte Joseph Bottin au début du XXe siècle.